# Крюков, Павел Павлович
Па́вел Па́влович Крю́ков (2 (15) декабря 1906; село Бирево ныне Клинского района Московской области — 11 ноября 1974, город Москва) — советский военный лётчик и ас истребительной авиации, Герой Советского Союза (1943). Генерал-майор авиации (1953).

## Биография довоенного времени
Родился 2 (15) декабря 1906 года в деревне Бирево, ныне Клинского района Московской области. Семья была многодетной — 8 детей. В 1923 году окончил 4 класса церковно-приходской школы. С 1925 года жил в Москве, работал официантом в пивной, чернорабочим, землекопом, рабочим на лыжной фабрике, счетоводом, бетонщиком, плотником и столяром на стройках. В 1932 году окончил рабфак. В 1932 году поступил в Московский горный институт. Член ВКП(б) с 1932 года.
В Красной Армии с июля 1932 года, призван по спецнабору. В 1932 году окончил Ленинградскую военно-теоретическую школу ВВС, в 1934 году — 14-ю Энгельсскую военную школу лётчиков. С декабря 1934 года служил младшим лётчиком в 51-й отдельной эскадрилье (ВВС Забайкальского военного округа, Чита). В мае 1936 — июне 1937 служил в должности младшего лётчика 5-й авиационной эскадрильи, дислоцированной в Монголии, затем возвращён в 51-ю эскадрилью. С апреля 1938 года служил в только что созданном 51-м истребительном авиаполку в том же военном округе.
Участник боёв на реке Халхин-Гол: в мае-июне 1939 — комиссар авиаэскадрильи 22-го истребительного авиационного полка (по другим данным, на Халхин-Голе воевал в составе 70-го истребительного авиаполка). Совершил 38 боевых вылетов на истребителе И-15, сбил 3 японских самолёта. 22 июня 1939 года был сбит в воздушном бою, получил ожоги, спасся на парашюте. Проходил лечение в Читинском госпитале.
После выздоровления с ноября 1939 года продолжал службу адъютантом старшим эскадрильи и командиром авиаэскадрильи 55-го истребительного авиаполка 20-й смешанной авиационной дивизии (в Одесском военном округе). В 1939—1941 годах заочно обучался в Военно-политической академии имени В. И. Ленина.

## Великая Отечественная война
Участник Великой Отечественной войны: в июне 1941 — июле 1943 — командир авиаэскадрильи и штурман 55-го (с марта 1942 — 16-го гвардейского) истребительного авиационного полка на Южном, Закавказском и Северо-Кавказском фронтах. Участвовал в оборонительных боях в Молдавии, Тираспольско-Мелитопольской оборонительной операции, Донбасско-Ростовской оборонительной операции 1941 года, обороне Кавказа, воздушной битве над Кубанью. Был боевым другом и однополчанином выдающегося советского аса Александра Покрышкина, который одно время воевал в эскадрилье П. Крюкова.
Звёздным часов П. П. Крюкова стало воздушное сражение на Кубани весной 1943 года. В бою 11 апреля 1943 года у станицы Крымская в бою против 4-х немецких истребителей сбил 3 Ме-109. Через несколько дней, 15 апреля, в двух боях сбил ещё по 1 «мессершмитту». И в мае одержал ещё 2 победы над Кубанью. К 22 апреля 1943 года штурман 16-го гвардейского истребительного авиационного полка (216-я смешанная авиационная дивизия, 4-я воздушная армия, Северо-Кавказский фронт) гвардии майор П. П. Крюков совершил 415 боевых вылетов, в 40 воздушных боях сбил лично 6 и в составе группы 1 самолёт противника.
Указом Президиума Верховного Совета СССР «О присвоении звания Героя Советского Союза начальствующему составу Военно-Воздушных сил Красной Армии» от 24 мая 1943 года за  «образцовое выполнение боевых заданий командования на фронте борьбы с немецкими захватчиками и проявленные при этом отвагу и геройство» удостоен звания Героя Советского Союза с вручением ордена Ленина и медали «Золотая Звезда».
С июля 1943 — лётчик-инспектор по технике пилотирования 9-й гвардейской истребительной авиационной дивизии, в октябре 1943 — сентябре 1944 — командир 104-го гвардейского истребительного авиационного полка. В сентябре 1944 — январе 1945 — заместитель командира 9-й гвардейской истребительной авиационной дивизии (командиром дивизии в то время был Александр Покрышкин). С января 1945 года и до Победы — командир 23-й гвардейской истребительной авиационной дивизии. На этих должностях воевал на Южном, 4-м, 2-м и 1-м Украинских фронтах. Участвовал в Донбасса, Мелитополя и южной части Левобережной Украины, Ясско-Кишинёвской, Львовско-Сандомирской, Сандомирско-Силезской, Нижнесилезской, Верхнесилезской, Берлинской и Пражской операциях.
Несмотря на высокие посты, будучи командиром полка и дивизии, продолжал отважно и успешно лично участвовать в воздушных боях. К 9 мая 1945 года совершил 535 боевых вылетов на истребителях И-16, МиГ-3, Як-1 и Р-39 «Аэрокобра», в воздушных боях сбил лично 11 и в составе группы 1 самолёт (по данным М. Ю. Быкова). Исследователь А. В. Марчуков критически оценивает подсчёты М. Ю. Быкова на примере лётчиков-истребителей 16-го гвардейского ИАП, и на основе сохранившихся документов полка приводит несколько иной результат: Павел Крюков выполнил 518 боевых вылетов, сбил 12 самолётов лично, 1 в группе, ещё 1 самолёт сбил лично предположительно, а также повредил лично 1 самолёт и в группе 2 самолёта Есть и другие данные — сбил лично 10 и в составе группы 3 самолёта, сбил 12 самолётов лично и в составе группы 2.

## Послевоенная служба
После войны продолжал службу в ВВС. После окончания войны продолжал полтора года командовать 23-й гвардейской истребительной авиадивизией в Центральной группе войск (Австрия). С февраля 1947 года  командир 13-й гвардейской ИАД Южной группы войск в Болгарии, в октябре 1947 года дивизия была выведена в СССР и включена в состав Туркестанского военного округа, дислоцировалась в Узбекской ССР. С августа 1948 года — командир 288-й истребительной авиационной дивизии (в феврале 1949 года переименована в 138-ю ИАД) на территории Румынии. В феврале 1950 года убыл на учёбу в академию.
В 1951 году окончил Высшую военную академию имени К. Е. Ворошилова. С декабря 1951 года служил заместителем командира, а с февраля 1952 года по январь 1954 года — командиром 65-го истребительного авиакорпуса в Приморском военном округе, в октябре 1952 года корпус передан в Северный военный округ и базировался на аэродромах в Карельской АССР. В январе-сентябре 1954 — старший инспектор по оперативно-тактической подготовке истребительной авиации Инспекции истребительной авиации Главной инспекции Министерства обороны СССР. В сентябре 1954 — мае 1956 находился в загранкомандировке в качестве старшего военного советника командующего ВВС и ПВО Корейской Народной Армии. С июля 1956 года генерал-майор авиации П. П. Крюков — в запасе.
Жил в Москве. С 1967 по 1974 годы был председателем Совета ветеранов 9-й гвардейской истребительной авиадивизии. Умер 11 ноября 1974 года. Похоронен на Головинском кладбище в Москве.

## Отзывы боевых товарищей
Александр Иванович Покрышкин:

Хороший лётчик Крюков. Он также кое-что применяет и ввёл все мои приёмы. Он очень сильный лётчик, но у него есть один недостаток — он очень сильно зарывается. Если он увидит противника — обязательно кидается на полном газу, не считаясь с своим ведомым. Не хватает у него выдержки... Но вообще дерётся он очень упорно.— Марчуков А. Герои-покрышкинцы о себе и о своём командире. — М.: Центрполиграф, 2014. — 672 с. — (Сражения в воздухе. Военная авиация XX века). — ISBN 978-5-227-04989-6. — С. 61—63.
Константин Васильевич Сухов:

... занятия продолжает проводить штурман полка майор Крюков. Жадно ловим каждое слово Пал Палыча, как все тепло зовут его здесь. Сразу заметили: его любят в полку, уважают. Крепко сбитый, коренастый, он словно налит силой. Лицо открытое, приветливое. Говорит скороговоркой, временами чуть-чуть заикается. Глаза добрые, улыбка подкупающая. Когда он вспоминает боевых друзей своих, павших в первых суровых сражениях, глаза его вдруг загораются каким-то особым пламенем, и голос начинает дрожать от волнения. Подбородок бледнеет: следствие полученного в воздушных боях ожога. Дерётся он отчаянно. — Сухов К. В. Эскадрилья ведет бой. — М.: ДОСААФ, 1983.

## Воинские звания
- лейтенант (1936);
- старший лейтенант (28.04.1938);
- капитан (31.01.1942);
- майор (27.07.1942);
- подполковник (13.11.1943);
- полковник (21.02.1945);
- генерал-майор авиации (3.08.1953).

## Награды
- Герой Советского Союза (24.05.1943);
- орден Ленина (24.05.1943);
- 4 ордена Красного Знамени (29.08.1939; 22.12.1941; 22.04.1943; 20.04.1953);
- орден Суворова 2-й степени (29.05.1945);
- орден Кутузова 2-й степени (06.04.1945);
- орден Суворова 3-й степени (16.10.1944);
- орден Красной Звезды (24.06.1948);
- медаль «За боевые заслуги» (03.11.1944);
- другие медали;
- иностранные награды.

## Память
- Именем П. П. Крюкова названа улица в городе Клин Московской области.
- На доме № 4 по улице Крюкова в Клину установлена мемориальная доска в честь Героя[9].